# 25 ذو القعدة
- السبت
- الأحد
- الاثنين
- الثلاثاء
- الأربعاء
- الخميس
- الجمعة

- 2826 أبريل 2025
- 2927 أبريل 2025
- 3028 أبريل 2025
- 129 أبريل 2025
- 230 أبريل 2025
- 31 مايو 2025
- 42 مايو 2025
- 53 مايو 2025
- 64 مايو 2025
- 75 مايو 2025
- 86 مايو 2025
- 97 مايو 2025
- 108 مايو 2025
- 119 مايو 2025
- 1210 مايو 2025
- 1311 مايو 2025
- 1412 مايو 2025
- 1513 مايو 2025
- 1614 مايو 2025
- 1715 مايو 2025
- 1816 مايو 2025
- 1917 مايو 2025
- 2018 مايو 2025
- 2119 مايو 2025
- 2220 مايو 2025
- 2321 مايو 2025
- 2422 مايو 2025
- 2523 مايو 2025
- 2624 مايو 2025
- 2725 مايو 2025
- 2826 مايو 2025
- 2927 مايو 2025
- 128 مايو 2025
- 229 مايو 2025
- 330 مايو 2025

25 ذو القعدة أو 25 ذو القعدة الحرام أو يوم 25 \ 11 (اليوم الخامس والعشرون من الشهر الحادي عشر) هو اليوم العشرون بعد الثلاثمائة (320) من أيَّام السنة (أو الحادي والعشرون بعد الثلاثمائة لو كان شهر رمضان مُتممًا لليوم الثلاثين أو الثاني والعشرون بعد الثلاثمائة لو أتم كلاً من صفر وربيع الآخر وجمادى الآخرة وشعبان ورمضان ثلاثين يوماً) وفق التقويم الهجري القمري (العربي). يبقى بعده 34 أو 35 يومًا لانتهاء السنة.

## أحداث
- 145هـ - مقتل إبراهيم بن عبد الله بن الحسن الثائر على الدولة العباسية بباخمرا من أرض البصرة في معركة مع العساكر العباسية التي أرسلها الخليفة أبو جعفر المنصور.
- 200هـ - الإمام علي بن موسى الرضا يخرج من المدينة المنورة متوجهًا إلى مدينة مرو بخراسان.
- 309هـ - تنفيذ حكم الإعدام بالمتصوف الحسين بن منصور الحلاج، بعد أن اتهم بالزندقة والمبالغة في الشطح عن الشريعة الإسلامية.
- 1003هـ - الألمان يستولون على قلعة إستركون الواقعة على الطريق بين بودابست وفيينا من العثمانيين. وكان السلطان العثماني سليمان القانوني قد فتح هذه القلعة قبل 52 عامًا. واستمر الاحتلال الألماني للقلعة 10 سنوات نهبوا خلالها آثارها التاريخية.
- 1066هـ - محمد باشا الكوبريللي يتولى الصدارة العظمى (رئاسة الوزراء) في الدولة العثمانية.
- 1293هـ - السلطان عبد الحميد الثاني يعلن قيام الدستور الأول في الدولة العثمانية، مفتتحًا بذلك الفترة التي عرفت باسم «المشروطية الأولى».
- 1313هـ - مقتل حاكم الكويت الشيخ محمد بن صباح الصباح ومساعده في شؤون الإمارة الشيخ جراح بن صباح الصباح.
- 1344هـ - تخطيط الحدود بين العراق وتركيا وتقسيم جزء من كردستان بين الدولتين.
- 1353هـ - اغتيال محمد باقر الصدر.
- 1362هـ - لبنان تحصل على استقلالها من فرنسا، وبشارة الخوري يتولى رئاستها.
- 1378هـ - صدور الدستور التونسي.
- 1390هـ - تأسست أول وكالة أنباء وطنية سعودية (واس)، التابعة لوزارة الإعلام السعودية.
- 1391هـ - باكستان الشرقية تغير اسمها إلى بنغلاديش.
- 1413هـ - انتخاب سليمان ديميريل رئيسًا لتركيا.
- 1415هـ - تشكيل الجبهة التركمانية العراقية في أربيل بعد اجتماع الأحزاب التركمانية.
- 1423هـ - مدير الوكالة الدولية للطاقة الذرية محمد البرادعي يعلن في تقريرة لمجلس الأمن إن فريق الوكالة لم يعثر حتى الآن على أي أنشطة نووية مشبوهة في العراق.
- 1425هـ - المنظمة اليهودية «نساء من أجل الهيكل» تعمل على رفع مستوى الاهتمام النسائي ببناء الهيكل الثالث وتقوم بجمع الحلي والذهب لصياغة أدوات معبد الهيكل الثالث.
- 1429هـ - المجلس المركزي لمنظمة التحرير الفلسطينية ينتخب رئيس السلطة محمود عباس رئيسًا لدولة فلسطين، وحركة حماس ترفض القرار.

## مواليد
- 10هـ - محمد بن أبي بكر، صحابي ووالي مصر في العصر الراشدي.
- 1353هـ - محمد باقر الصدر، مرجع ديني شيعي عراقي ومفكر وفيلسوف إسلامي ومؤسس حزب الدعوة بالعراق.
- 1359هـ - محمد فريد، ممثل مصري.
- 1363هـ -
  - محمد أبو داوود، ممثل مصري.
  - عسكر آكاييف، رئيس جمهورية قيرغيزستان.
- 1371هـ - فايد عبد الجواد إبراهيم، شاعر سوري.
- 1394هـ - راهت فتح علي خان، مغني باكستاني.
- 1403هـ - علي الكلثمي، ممثل ومخرج وكاتب سعودي.
- 1405هـ - طوني قطان، مغني أردني.
- 1407هـ - مصطفى كريم، لاعب كرة قدم عراقي.
- 1409هـ - نورة العميري، ممثلة ومغنية كويتية.
- 1413هـ - وحيدة فيضي، صحفية أفغانية.

## وفيات
- 145هـ - إبراهيم بن عبد الله بن الحسن، محدث وشاعر وثائر على الحكم العباسي.
- 309هـ - الحسين بن منصور الحلاج، صوفي فارسي.
- 1270هـ - أبو الثناء شهاب الدين محمود الألوسي، مفسر ومحدث وفقيه وأديب وشاعر مسلم.
- 1313هـ -
  - محمد بن صباح الصباح، حاكم الكويت.
  - جراح بن صباح الصباح، مساعد حاكم الكويت في شؤون الإمارة.
- 1349هـ - محمد عبد العزيز الخولي، فقيه مصري.
- 1371هـ - سميرة موسى، عالمة ذرة مصرية.
- 1392هـ - محمد محيي الدين عبد الحميد، عالم مسلم ونحوي مصري.
- 1423هـ - محسن زايد، كاتب سيناريو مصري.
- 1434هـ - كوثر العسال، ممثلة وكاتبة مصرية.
- 1437 هـ - فردوس المأمون، صحفية وناشطة لبنانية.
- 1440 هـ - بندر بن عبد العزيز آل سعود، أمير سعودي.

## وصلات خارجية
- موقع قصة الإسلام: حدث في شهر ذو القعدة.